# Gary Foote (saxofonista)
Gary Foote (* 15. prosince 1960 Weybridge, Anglie, Spojené království) je britský saxofonista, flétnista, bubeník a hudební skladatel. Spolupracoval například s Joan Armatrading a je členem skupiny Pentangle.